# Gałęzatka
Gałęzatka (Cladophora) – rodzaj wielokomórkowych glonów  z gromady zielenic, należących do rzędu gałęzatkowców, występujących w wodach śródlądowych oraz w morzach.

## Budowa
Plecha nitkowata, składająca się z jednego rzędu komórek, rozgałęziająca się, przy czym rozgałęzienia mogą być boczne lub pseudodychotomiczne, co daje wygląd krzaczkowaty. U jednych gatunków rozgałęzienia gęste, u innych rzadkie – tylko na szczytach nici. Chwytniki wyrastają z komórki bazalnej lub komórek blisko niej leżących, nitkowate lub dyskowate. Nie zawsze obecne, wtedy roślina unosi się jako pleustofit. Barwa od jasnozielonej po ciemnozieloną, także niebieskozielona. Plecha w wodzie sprawia wrażenie puszyste, podczas gdy po wyciągnięciu nici sklejają się w wałki. Nici mogą osiągnąć 120 cm długości – ale zwykle są znacznie krótsze – i 15 mm szerokości.
Komórki zwykle silnie wydłużone, o szerokości 40–70 μm. Na jednym końcu maczugowato rozszerzające się. Chloroplasty przyścienne, często z pirenoidami otoczonymi miseczkowatymi ciałkami skrobiowymi. Komórki wielojądrowe, a jądra mogą dzielić się synchronicznie. W ścianach komórkowych celuloza, a także krzemionka.

## Biologia
Rozmnażanie przez dwu- lub czterowiciowe zoospory, fragmentację plechy, a u niektórych gatunków również na drodze izogamii z udziałem dwuwiciowych gamet. Wówczas następuje izomorficzna przemiana pokoleń. Produkcję zarodników poprzedza mejoza. W niekorzystnych warunkach powstają wypełnione skrobią grubościenne akinety. Przy niedostatku światła gałęzatka gromadzi oligopeptyd arginyloglutaminę.
Gatunki morskie podczas fotosyntezy asymilują raczej wodorowęglany niż dwutlenek węgla.

## Ekologia
Rodzaj kosmopolityczny. W Polsce na obszarze całego kraju, nie wyłączając gór. Występuje w wodach słodkich, słonawych i słonych stref ciepłych i umiarkowanych. Zajmuje różne siedliska. W Polsce często na siedliskach przekształconych morfologicznie i eutroficznych. Najczęściej na podłożu żwirowym i kamienistym, choć także przyczepia się do innych makrofitów i wodach o wartkim nurcie, przy czym występuje raczej po odprądowej stronie kamieni. Cladophora glomerata jest reobiontem. Ze względu na takie preferencje, jako cały rodzaj jest elementem Makrofitowego Wskaźnika Rzecznego z wartościami L=1 (wskaźnik bardzo zaawansowanej eutrofii) i W=2 (przeciętnie szeroka tolerancja ekologiczna). Poszczególne gatunki jednak nieco się różnią tolerancją i tak – C. glomerata jest saproksenem (oligosaprobem), podczas gdy C. fracta i C. crispata są saprofilami (α- lub β-mezosaprobami). Cladophora glomerata może w korzystnych warunkach (powyżej 15 °C) szybko produkować zoospory i kolonizować strumienie opustoszone po zimie lub powodzi, jest to gatunek kosmopolityczny. C. glomerata źle znosi zacienienie, dlatego występuje stosunkowo płytko.
Będąc makrofitem o chropowatej powierzchni ciała, gałęzatka jest podłożem dla glonów epifitycznych. W zbiorowisku gałęzatki może występować ponad dwieście gatunków innych glonów, głównie okrzemek. Maty tworzone przez gałęzatkę, zatrzymując część promieniowania ultrafioletowego, ułatwiają przetrwanie w wodzie organizmom bardziej na nie wrażliwym, w tym bakteriom kałowym.

## Gatunki
Rodzaj Cladophora wyodrębnił z rodzaju Conferva Friedrich Traugott Kützing w 1843 r., wyróżniając 69 gatunków, z których lektotypem jest Cladophora oligoclona.
W serwisie AlgaeBase pod koniec 2015 r. zgromadzono 1062 taksonów podrzędnych (gatunków i odmian) wobec rodzaju Cladophora, z czego potwierdzony status miało wówczas 207 z nich, podczas gdy większość pozostałych uznano za synonimy innych gatunków gałęzatki lub innego rodzaju, ewentualnie jeszcze nie potwierdzono ich statusu. 
Wśród gatunków uważanych niegdyś za przedstawicieli rodzaju Cladophora znajdują się przemianowane na Aegagropila linnaei gatunki Cladophora aegagropila (Linnaeus) Trevisan (z licznymi odmianami) i Cladophora sauteri (Nees von Eisenbeck ex Kützing) Kützing znane w polskiej literaturze akwarystycznej jako gałęzatka kulista. 
W Polsce do początku XXI w. stwierdzono ponad 30 gatunków (włączając w to przeniesione do innych rodzajów, jak C. aegagrophila), wśród których najczęściej notowano C. glomerata, nieco rzadziej zaś C. fracta i C. rupestris.